# Свінціцький Роман Михайлович
Роман Михайлович Свінціцький (нар. 28 лютого 1981, Львів) — український футболіст, півзахисник.

## Життєпис
Вихованець СДЮШОР «Карпати» (Львів). У 2000 році потрапив до складу аматорського клубу «Нафтовика» з Борислава. Влітку 2000 року перейшов у «Галичину» з Дрогобича. Влітку 2001 року перейшов у сімферопольське «Динамо», клуб тоді виступав у другій лізі і в сезоні 2001/02 посів 3 місце поступившись «Нафком-Академії» і «Системі-Борекс». У 2003 році виступав за білоруський «Динамо» з Берестя. Взимку 2004 року перейшов в івано-франківський «Спартак». Навесні 2005 року перейшов у «Кримтеплицю» з Молодіжного. У команді у Другій лізі дебютував 7 квітня 2005 року о домашньому матчі проти одеського «Реала» (3:0), Свінціцький в цьому двобої забив м'яч на 29 хвилині. У січні 2007 року міг перейти в сімферопольську «Таврію». Влітку 2007 року перейшов у київську «Оболонь». У команді став основним правим півзахисником за тренера Юрія Максимова в Першій лізі. Влітку 2009 року перейшов у «Фенікс-Іллічовець». У березні 2010 року повернувся в «Кримтеплицю». Наприкінці серпня 2010 року перейшов до івано-франківського «Прикарпаття», але вже в березні 2011 року повернувся до «Кримтеплиці». У 2012 році став гравцем армянського «Титану», але за команду не зіграв жодного офіційного матчу й 25 вересня 2012 року за обопільною згодою сторін контракт було розірвано.
У 2013 році виступав на аматорському рівні за червоноградський «Шахтар». У 2014 році виступає на аматорському рівні за команду з Миколаївського району Львівської області ФК «Демня». Потім виступав за клуби «Кар'єр» зі Старого Самбора та Торчиновичі.

## Особисте життя
Одружений, виховує дитину.

## Досягнення
- Перша ліга чемпіонату України
  -  Срібний призер (1): 2008/09
  -  Бронзовий призер (1): 2007/08

- Друга ліга чемпіонату України
  -  Чемпіон (1): 2004/05
  -  Бронзовий призер (1): 2001/02